# Ментално здравље ЛГБТ особа
Ментално здравље ЛГБТ особа је постмодернистички процес разумевања научних сазнања, истраживања, дебата и класификација које су проистекле из менталних поремећаја (као што су абнормално понашање, когниција и емоција) у животу ЛГБ особа. Како је сексуална оријентација, позитивно повезана са физичким и менталним здрављем, било који телесни и ментални поремећај у ЛГБТ особа настаје као одговор, на облик, интензитет и врсту менталних поремећаја, који озбиљано могу нарушти здравље овох особа па;...према томе ментално здравље ЛГБТ особа зависи од научног и друштвеног консензуса који се одвија и подлеже променама упоредо са друштвеним променама“.

## Дефиниција менталног здравља
Ментално здравље није само одсуство менталног поремећаја, и зато је дефинисано и као: 
„стање благостања у којем свака особа схвата свој потенцијал, носи са свакодневним стресом, може радити продуктивно и доприноси својој заједници.”
Ментално здравље се дефинише и као стање благостања у којем сваки појединац реализује своје потенцијале, способан да се суочи са нормалним стресним животним околностима, може продуктивно и плодоносно радити и може доприниети својој заједници.
Позитивна димензија менталног здравља, кроз ову дефиницију наглашена је и у ставу о здравственој заштити СЗО која је садржана у Уставу маногих земаља
| „ | Здравље је стање потпуног физичког, психолошког и социјалног благостања, а не само одсуства болести или слабости. | ” |

## Студије о менталном здрављу ЛГБ
Хомосексуалност је као ментални поремећај у САД 1973. избачена из Дијагностичког и статистичког приручник за менталне поремећаје (ДСМ), а затим и из МКБ СЗО, што не значи да овакво понашање не прате и ментални поремећаји који се могу модификовати и лечити... Брисањем хомосексуалности из ДСМ-а 1973, вештачки је створен највећи број оздрављења у историји психијатрије...ово вештачко оздрављење ове врсте налази све већу потврду у реалности... поставља се питање, могу ли се заиста хомосексуалци променити?...неки пацијенти сматрају да је понашање могуће променити, а да је предиспозиција (оријентација) непроменљива.
Данас постоји велики број истраживања који доказују и указују да је бити геј, лезбијка или бисексуална особа компатибилно са нормалним менталним здравственим и социјалним прилагођавањем. Међутим, искуства дискриминације у друштву и могућа одбацивања од стране пријатеља, породице и других, као што су послодавци, значи да неки ЛГБ људи доживљавају већу него што се очекивало преваленцу поремећаја менталног здравља и злоупотребу њихових проблема. Зато докази изведени у бројним студијама јасно показује да ЛГБ популација иако се сматра ментално здравом, ипак има вишу преваленцу психичких поремећаја него популација хетеросексуалаца.
Ипак, методолошки изазови и даље постоје. До данас, нема епидемиолошких студија које су плански спроведене, да априори изуче ментално здравље ЛГБ популације, па одређене дилеме су и даље предмет расправе. Колико су истраживања у овој популацији оскудна а информације непоптпуне и непоуздане, најбоље говоре подаци из медицинских часописа од 1980 до 1999 у којима се само 0,1% чланака односило на здравља ЛГБТ. Од тих чланака, већина (56%) су се бавиле темом мушкараца који имају секс са мушкарцима (МСМ) и ХИВ/АИДС-а.
Стигма и предрасуда још увек постоји у многим друштвима о ЛГБТ особама. Бројна истраживања показују да је зато само између 18% до 49% лезбијки, гејева, бисексуалаца и транссексуалаца спремно да открије своју сексуалну оријентацију, и проблеме везане за њу, изабраном лекару. Зато и даље постоји велики број здравствених питања која су важна за ментално здравље ЛГБТ особе али због ових и других проблема не могу бити реално сагледана и изучена.

Имајући ово у виду, Америчко удружење психолога дало је сугестије психолозима, психијатрима и психотерапеутима да поштују права појединца за утврђивање сопствених мерила вредности...Сви ми имамо права на сопствену вредност, сопствену филозофију живота, као и право да је мењамо ако желимо. Вероватноћа да желимо да мењамо такву оријентацију је велика, ако узмемо чињеницу да је 70% Американаца хомофобично, мада би овде права реч била хомомисично (од грчке речи „missos“, што значи мржња), јер Американци у ствари мрзе хомосексуалце".
Ментално здравље и менталне болести ЛГБТ особа одређује интеракција социјалних, психолошких и биолошких фактора, исто као што одређује и њихово здравље и болест у целини. Најјаснији доказ за то је ризик од менталних болести, који је нешто израженији код хомосексуалаца у односу на хетеросексуалце. Оне су у развијеном свету повезан са стиматизацијом и хомофобијом, сиромаштвом, дискриминацијом ЛГБТ, укључујући ту и низак ниво здравственог па и општег образовања, а у неким студијама и лошим и ниским примањима ЛГБТ особа. Све то утиче на рањивост ЛГБТ, као угрожене групе људи у свакој заједници, од менталних болести чија настанак се може објаснити утицајем фактора као што су; неприхватање ЛГБТ особа од стране породице и заједнице, нерешена здравствена заштита, неискуство, несигурност и безнађа, сталне друштвене промене, као и стално присутан ризик од насиља и физичких болести.
Веће стопа неприхватања ЛГБТ особа од стране породице је значајно повезана са њиховим слабијим менталним здрављем. На основу показатеља из бројних студија, младе ЛБГТ особе, због одбијања и неразумевања породице током адолесценције су; 8,4 пута склоније да покушају самоубиство, 5,9 пута склоније ка тежем облику депресије, 3,4 пута склоније да користе недозвољене супстанце или дрогу, и 3,4 пута склоније незаштићеним сексуалним односима и бежању од куће, у поређењу са вршњацима из породица које имају висок степен прихватања, или низак ниво породичног одбијања према ЛГБТ сродницима. Ове студије показују јасну и директну везу између одређеног родитељског и неговатељског одбијајућег понашања и негативних здравствених (менталних) проблема (поремећаја) који се јављају код младих али и одраслих лезбијки, геј младића и бисексуалаца.
| Утицај на здравље                                  | Низак ниво одбијања | Умерен ниво одбијања | Висок ниво одбијања |
| -------------------------------------------------- | ------------------- | -------------------- | ------------------- |
| Самоубилачке идеје                                 | 11,8                | 21,6                 | 43,2                |
| Покушај самоубиства                                | 19,7                | 35,1                 | 67,6                |
| Депресија                                          | 22,4                | 44,6                 | 63,5                |
| Тешко опијање (задњих 6 месеци)                    | 40,8                | 47,3                 | 36,5                |
| Злоупотреба опојних дрога (задњих 6 месеци)        | 42,1                | 30,0                 | 71,6                |
| Друге злоупотребе повезане са било којим проблемом | 48,0                | 47,3                 | 68,9                |

Усмеравање сексуалног нагона на супротни пол је значајно отежано у случају појаве адолесцентне кризе. Клиничка слика адолесцентне кризе, поред кризе идентитета и ауторитета, садржи такође и кризу сексуалности, у којој може да доминира дилема: „да ли сам ја хетеро или хомосексуалац“? Адолесцентна криза зато може имати значајан утицај на ментално здравље и неретко завршава и трагично (самоубиством).
Родитељима треба време, знање и подршка, да прихвате полну различитост сопствене деце, а ту и њихова деца могу да им помогну. Да би се то зближавање догодило, важно је да родитељи могу да схвате шта се дешава са њиховом децом. Зато један од главних интереса носиоца јавног здравља треба да буде усмерен ка пружању помоћи не само ЛГБТ особама већ и породицама у њиховој едукацији и већем утицају на разблажење њиховог одбијајућег понашања. Саветовање породице и правовремено давање смерница, савета и подршке може допринети превазилажењу критичних разлика у ставовима. Све то може помоћи у смањењу ризика и унапређењу квалитета менталног здравља лезбијки, гејева и бисексуалних младих особа.
| Брачни статус                   | Геј мушкарци | Бисексуални мушкарци | лезбијке | Бисексуалне жене |
| ------------------------------- | ------------ | -------------------- | -------- | ---------------- |
| Никада се није женио/удавао     | 76%          | 68%                  | 65%      | 72%              |
| Ожењен/удата                    | 4%           | 6%                   | 2%       | 8%               |
| Одвојен/разведена               | 7%           | 12%                  | 18%      | 11%              |
| Остало                          | 13%          | 14%                  | 15%      | 9%               |
| Тренутни однос                  | Геј мушкарци | Бисексуални мушкарци | лезбијке | Бисексуалне жене |
| Није у односу                   | 48%          | 49%                  | 38%      | 42%              |
| У односу; живе заједно/одвојено | 29%/19%      | 17%/27%              | 35%/26%  | 28/28%           |
| Дужина везе                     | Геј мушкарци | Бисексуални мушкарци | лезбијке | Бисексуалне жене |
| < 2 године                      | 46%          | 58%                  | 49%      | 58%              |
| > 2 године                      | 54%          | 42%                  | 51%      | 42%              |
| Деца                            | Геј мушкарци | Бисексуални мушкарци | лезбијке | Бисексуалне жене |
| Нема децу                       | 91%          | 71%                  | 77%      | 77%              |
| Једно или више                  | 9%           | 29%                  | 23%      | 28%              |
| Тренутна животна ситуација      | Геј мушкарци | Бисексуални мушкарци | лезбијке | Бисексуалне жене |
| Живи сам                        | 39%          | 42%                  | 27%      | 27%              |
| Дели живот                      | 61%          | 58%                  | 73%      | 73%              |

Стабилност геј и лезбијских односа је значајно промењљива у квалитету и трајности у истополним ванбрачним заједницама. Велики део нестабилности у геј и лезбијком партнерству произилази из недостатка подршке таквим односима унутар друштва, цркве или породице. Одавно је познато да брак даје здравствене бенефиците како хетеросексуалним мушкарацима тако и женама, па према томе слични бенефити могу проистећи и из истополних брачних заједница. Правно и друштвено признање истополних веза ће вероватно да смањи дискриминацију, повећа стабилност истополаних односа и доведе до бољег физичког и менталног здравља ЛГБ особа.
| Рањивост геј мушкарца и лезбијки на менталне поремећаје може се смањити у друштвима која признају, прихватају и односе се према овим особама као поштованим члановима друштва, који би могли да испуне сва очекивања као потенцијални партнерим на радним местима и у другим срединама, под условом да их оне сматрају ментално здравим готово исто као хетеросексуалне људе. |

## Теорија стреса

### Мањински стрес процеси у ЛГБ
Сексуалне мањине, у које се убрајају ЛГБТ особе, у свом животу могу се суочити поред свакодневних стресогених утицаја, идентичних за целокупну људску популацију, и са додатним мањинским стресогеним као, као што су они везани за старост, пол, родни идентитет, расу, етничку припадност, културу, национално порекло, религију, сексуалну оријентацију, инвалидитет, језик и социоекономски статус.
На друштвеном нивоу, сексуална стигма (као мањински стрес) уграђена је у бројне друштвене структуре преко цивилног и кривичног права, социјалне политике, психологије, психијатрије, медицине, цркве и других друштвених институција. Сексуална стигма се огледа у различитим правним и социјалним третманима од стране институција према сексуалним мањинама, који се најбоље уочавају у овим примерима;
- дуга историја криминализације истополног сексуалног понашања,
- недостатак правне заштите од дискриминације ЛГБ особа у запошљавању, здравству и становању,
- недостатак накнаде за ЛГБ бракове и породице које би подржала формирање њихових породицае, (за разлику од обимних бенефиције које постоје за хетеросексуалне брачне парове, па чак понекад и када хетеросексуални парови нису у браку).[14]

Да би разумели утицај мањинског стреса на ментално здравље сексуалних мањина, мора се прво разумети друштвено-психолошки концепт стигме (стигматизације)). Гофман је (1963) дефинисао стигму као нежељену разлику која треба да дискредитује појединца. Линк и Фелан (2001) наводе услове (околности) у којима се стигма јавља;
- када постоје одређене индивидуалне разлике међу поједицима,
- када су ове разлике повезане непожељним или негативним карактеристикама стереотипије,
- када се означени појединци разврставају у различите категорије које их одвајају од главног животног тока,
- када су означени појединци изложени дискриминацији и губитку статуса што доводе до неједнаког приступа социјалној, економској и политичкој моћи.

Та неједнакост, када су у питању сексуалне мањине, је последица стигме и дискриминације, а не самих разлика између појединаца.. Стигма проистиче из интерперсоналне, културне, правне, политичке и друштвене климе у којој живе сексуалне мањине. Стигма која дефинише сексуалне мањине назва се сексуална стигма: „стигма према нехетеросексуалном понашању, идентитету, односима или заједници“. Овај облик стигме делује како на друштвеном нивоу тако и на нивоу појединца, а утицај жигосања као стресора може бити јединствен фактор који карактерише сексуалну мањину као групу.
Даље, жигосање хомосексуалаца, кроз историју медицине, је обликовало ставове у ментално здравственим професијама и сродним институцијама према овој популацији. Моралне и верске вредности у Северној Америци и Европи утицале су на иницијалне разлоге за криминализацију, дискриминацију и предрасуде према истополном понашању. „Да би касније у модерном периоду свог развоја, медицинска и ментално здравствена струка додала и нови тип стигматизације и дискриминације, концептуализацију и лечење хомосексуалности као менталне болести или поремећаја.“

### Стрес идентитета
Идентитет је извор смисла и искуства појединца, одређене групе. Појам идентитета се дефинише као осећај сопствене припадности која се развија процесом диференцијације. Идентитет је израз укупног настојања да се појединци и друштво одреде, а сам процес одређивања, самосазнавања и самопотврђивања не заснива се ни на каквој унапред утврђеној основи и не зависи ни од какве јасно означене норме. Људи једноставно осећају потребу за идентитетом који ће их разликовати од других људи. У настојању и страху да не изгубе идентитет, они сами изграђују разлике, што је присутно и код ЛГБ особа.
Чак и кад је Его ЛГБ особа довољно развијен могу настати ситуације у којима њихови рационални приступи решавњу идентитета и пробема, повезаних са сексуалном оријентацијом, нису довољни. То се увек дешава када силна стимулација надмаши амортизациону снагу Ега; када није у стању да одлагањем успостави одговарајућу контролу. А та контрола подразумева хармонично повезивање њихове сексуалности са осталим деловима њихове личности. Ако у тим ситуацијама ЛГБ особа на открије свој идентитет психичка тензија стално расте и ако то стање постане неиздржљиво прети дезинтеграцији личности и озбиљном оштећењу његовог менталног здравља.

### Утицај незапослености као стресора
Сексуална политика када је у питању запошљавање, социјални и економски статус хомосексуалаца је мање изражен проблем у западним демократијама, али је и даље још маргинализован у већини других делова света. Права особа различите сексуалне оријентације се ускраћују не само хомосексуалцима већ и хетеросексуалним женама и еротским заједницама у већини муслиманских и афричких земаља. Радна и социјална права хомосексуалца су често занемарена и у азијским и латинско америчким државама.
Само неколико земаља ван Европске уније су активно укључене у проширење радних и грађанских права геј мушкарацаима и лезбијкама. Међу њима су Јужна Африка, Бразил, Мексико, Канада, Аустралија и Сједињене Државе. Друге земље које се не противе радним правима хомосексуалаца су Јапан и Тајланд. Права дата гејевима и лезбијкама су ретко проширене и на травестите или садомазохисте а никада не педофиле.
Чак и у већини земаља где су геј мушкарци и лезбијке постигле правну заштиту, радну и социјалну климу и даље се добар део становништва (укључујући послодаваце, војску, верске заједнице па и школе), односи према њима непријатељски. У тим земљама, питања „сексуалног држављанства“ су се селила у реформе закона и институциолног признавања из сфере непризнавања и застрашивања, до ускраћивања права на образовање, равноправну заступљеност у политичком животу, радним и социјалним правима итд.
Да би могли говорити о утицају незапослености на психолошко здравље, хомосексуалаца нужно је споменути добробити које пружа запосленост. Споменимо само неке: зарада, здравствена и социјална заштита, повишен ниво активности (укључујући и сексуалне), разноликост околине и разноликост социјалних интеракција, временска структура дана и остварење личног идентитета кроз радну улогу. Губитак наведених добробити значајан је извор стреса, а он се догађа губитком посла или немогућношћу проналажења запослења.
Незапосленост укључује и учење нових улога те прилагођавање промењеним околностима. Све ове промене за појединца представљају извор стреса који за собом повлачи и специфичне промене у доживљавању и понашању. Једним називом - то су психолошке последице незапослености (као облика дискриминације) које имају снажан утицај на ментално здравље хомосексуалаца. Студије показују да је финансијска сигурност високо позитивно повезана са менталним здрављем. Утицај ће бити још већи ако о незапосленом финансијски зависе и други чланови ванбрачне или брачне заједнице хомосексуалаца, а пре свега статус истополне везе и брига о евентуално усвојеној деци.

## Преваленца менталних поремећаја ЛГБ
Жигосање, предрасуде и дискриминација, које у основи имају негативни друштвени став према хомосексуалности, утичу на повећану преваленцу поремећаја менталног здравља ЛГБТ особа у односу на њихове хетеросексуалне вршњаке. С друге стране најновији докази указују да је либерализација тих ставова и већа брига за јавно здравље становништва током последњих неколико деценија значајније смањило ризик од појаве поремећаја менталног здравља младих ЛГБТ особа.
Гејеви, лезбијке и бисексуални мушкарци и жене, према истраживањима спроведеним у Уједињеном Краљевству 2004, је имало висок ниво менталних поремећаја, највероватније повезан са дискриминацијом. Од 1285 гејева, лезбијки и бисексуалаца који су учествовали у истраживању, 556 (43%) је имало менталне поремећаја који су били дефинисани у ревидираном клиничком интервјуу. Од укупног узорка, 361 (31%) особа је покушало самоубиство. Ментални поремећаји су највећим делом код испитаника били повезани са маркерима дискриминације, као што су недавни физички напад (95%), у највећем броју случајева изазвани малтретирањем у школи (95%).
У двадесетједногодишњој лонгитудиналној студији објављеној 1999, на Новом Зеланду истраживано је у којој су мери геј, лезбијке, бисексуалнци и млади људи у повећаном ризику од психијатријских поремећаја и самоубилачких намера, коришћењем података прикупљених од 1.265 особа. У узорку од 1007 испитаника истраживана је њихова сексуална оријентација и однос са особама супротног пола. Двадесет и осам испитаника (2,8%) из овог узорка (11 мушкараца, 17 жена) класификован је као геј, лезбијска, бисексуалац или особе истополне сексуалне оријентације. Њих 24 (86%) је изјавило да је имало сексуалне односе са партнером истог пола, а 20 испитаника ЛБГ оријентације у тим односима су били мушкарци (9) и жене (11). У периоду од 14 година (до 21 године старости), прикупљани су подаци о психијатријским поремећајима код ових особа; депресији, генерализованим анксиозним поремећајима, поремећају понашања, итд. Подаци су концентрисани ка суицидалним идејама и покушају самоубиства. Резултати студије су показали да су геј, лезбијке и бисексуални млади људи били у већем ризику од менталних поремећаја;
Учесталост самоубилачког понашања и психијатријских поремећаја
у односу на сексуалну оријентацију
| Поремећај                             | ЛГБ (n=28) | Хетеросексуалци (n=979) |
| ------------------------------------- | ---------- | ----------------------- |
| Изражена депресија                    | 71,4       | 38,2                    |
| Генерализовани анксиозни поремећај    | 28,6       | 14,5                    |
| Поремећај понашања                    | 32,1       | 11,0                    |
| Никотинска зависност                  | 64,3       | 26,7                    |
| Злоупотреба супстанци и/или зависност | 60,7       | 44,3                    |
| Вишеструки ментални поремећаји (>2)   | 78,6       | 38,2                    |
| Самоубилачке идеје                    | 67,2       | 28,0                    |
| Покушај самоубиства                   | 32,1       | 7,1                     |

Наведени докази јасно указују да су геј, лезбијке, бисексуални млади људи у повећаном ризику од поремећаја менталног здравља. Посебно је евидентно суицидално понашање и истовремено присуство више менталних поремећаја (два или више од два).
Бројна друга истраживања у свету су показала да су младе ЛГБ особе, чешће него одрасли жртве предрасуда антигеј догађаја, и жртве психолошких последица њихове виктимизације која може бити и значајно изражена. Анкете спроведене у школама, у неколико региона у САД, показале су да су младе ЛГБ особе више изложене дискриминацији и насилним догађајима од својих вршњака хетеросексуалне оријентације.
Неколико таквих студија, спроведених на узорцима популације средњошколаца, у закључцима наводи; „да се друштвено окружење сексуалних мањина међу младима у америчким средњим школама карактерише дискриминацијом, одбијањем, и насиљем“. У поређењу са хетеросексуално оријентисаним младим особама, ЛГБ младе особе имају повећан ризик од претњи и физичког напада и у већем су страху за своју безбедност у школи. Зато они имају већи број пропуштених школских дана (часова наставе) изазваних овим страхом. Национална анкета спроведена са ЛГБТ омладинном, на предлог организација хомосексуалаца, (1999) је показала; да је (61%) испитаних доживело вербално малтретирање, (47%) сексуално узнемиравање, (28%)физичка малтретирања, и (14%) физички напад. Огромна већина младих ЛГБТ оособа (90%), понекад или често чуло је хомофобичне примедбе у својим школама, а многи (37%) навело је да је саслушавано или чуло примедбе на факултету или школи од службеног особља.